# بخش هریسون (شهرستان کارول، اوهایو)
بخش هریسون (به انگلیسی: Harrison Township) یک منطقهٔ مسکونی در ایالات متحده آمریکا است که در شهرستان کرول، اوهایو واقع شده‌است.
 بخش هریسون ۸۱٫۲ کیلومتر مربع مساحت و ۲٬۴۷۸ نفر جمعیت دارد و ۳۴۶ متر بالاتر از سطح دریا واقع شده‌است.